# Manprit Sarkaria
Manprit Sarkaria (Vienna, 26 agosto 1996) è un calciatore austriaco di origini indiane, centrocampista dell'Austria Vienna.

## Caratteristiche tecniche
È una esterno sinistro.

## Carriera

### Club
Cresciuto nel settore giovanile dell'Austria Vienna, ha esordito in prima squadra il 22 ottobre 2017 disputando l'incontro di tipico Bundesliga perso 1-0 contro il Rapid Vienna. Il 12 gennaio 2018 firma il suo primo contratto da professionista con il club.
Il 14 aprile 2021 firma un contratto triennale con lo Sturm Graz, con decorrenza dal 1º luglio seguente.

### Nazionale
Il 6 giugno 2023 viene convocato per la prima volta in nazionale maggiore. Il 12 ottobre seguente fa il suo esordio con quest'ultima nella sconfitta interna contro il Belgio (2-3).

## Statistiche

### Presenze e reti nei club
Statistiche aggiornate al 7 marzo 2024.
| Stagione                 | Squadra                  | Campionato               | Campionato | Campionato | Coppe nazionali | Coppe nazionali | Coppe nazionali | Coppe continentali | Coppe continentali | Coppe continentali | Altre coppe | Altre coppe | Altre coppe | Totale | Totale |
| Stagione                 | Squadra                  | Comp                     | Pres       | Reti       | Comp            | Pres            | Reti            | Comp               | Pres               | Reti               | Comp        | Pres        | Reti        | Pres   | Reti   |
| ------------------------ | ------------------------ | ------------------------ | ---------- | ---------- | --------------- | --------------- | --------------- | ------------------ | ------------------ | ------------------ | ----------- | ----------- | ----------- | ------ | ------ |
| 2013-2014                | Austria Vienna II        | RL                       | 1          | 0          |                 | -               | -               |                    | -                  | -                  |             | -           | -           | 1      | 0      |
| 2015-2016                | Austria Vienna II        | RL                       | 25         | 2          |                 | -               | -               |                    | -                  | -                  |             | -           | -           | 25     | 2      |
| 2016-2017                | Austria Vienna II        | RL                       | 27         | 5          |                 | -               | -               |                    | -                  | -                  |             | -           | -           | 27     | 5      |
| 2017-2018                | Austria Vienna II        | RL                       | 25         | 6          |                 | -               | -               |                    | -                  | -                  |             | -           | -           | 25     | 6      |
| 2018-2019                | Austria Vienna II        | 1L                       | 21         | 10         |                 | -               | -               |                    | -                  | -                  |             | -           | -           | 21     | 10     |
| 2019-2020                | Austria Vienna II        | 1L                       | 10         | 6          |                 | -               | -               |                    | -                  | -                  |             | -           | -           | 10     | 6      |
| Totale Austria Vienna II | Totale Austria Vienna II | Totale Austria Vienna II | 109        | 29         |                 | -               | -               |                    | -                  | -                  |             | -           | -           | 109    | 29     |
| 2017-2018                | Austria Vienna           | BL                       | 5          | 0          | CA              | 1               | 0               | UEL                | 2                  | 0                  |             | -           | -           | 8      | 0      |
| 2018-2019                | Austria Vienna           | BL                       | 7          | 0          | CA              | 1               | 0               |                    | -                  | -                  |             | -           | -           | 8      | 0      |
| 2019-2020                | Austria Vienna           | BL                       | 21+3       | 4+0        | CA              | 0               | 0               | UEL                | 1                  | 0                  |             | -           | -           | 25     | 4      |
| 2020-2021                | Austria Vienna           | BL                       | 30+3       | 6+1        | CA              | 4               | 3               |                    | -                  | -                  |             | -           | -           | 37     | 10     |
| Totale Austria Vienna    | Totale Austria Vienna    | Totale Austria Vienna    | 63+6       | 10+1       |                 | 6               | 3               |                    | 3                  | 0                  |             | -           | -           | 78     | 14     |
| 2021-2022                | Sturm Graz               | BL                       | 31         | 13         | CA              | 3               | 4               | UEL                | 8                  | 0                  |             | -           | -           | 42     | 17     |
| 2022-2023                | Sturm Graz               | BL                       | 28         | 9          | CA              | 6               | 6               | UCL+UEL            | 2+4                | 0                  |             | -           | -           | 40     | 15     |
| 2023-2024                | Sturm Graz               | BL                       | 16         | 4          | CA              | 2               | 0               | UEL+UECL           | 6+4                | 0                  |             | -           | -           | 28     | 4      |
| Totale Sturm Graz        | Totale Sturm Graz        | Totale Sturm Graz        | 75         | 24         |                 | 11              | 10              |                    | 24                 | 0                  |             | -           | -           | 110    | 36     |
| Totale carriera          | Totale carriera          | Totale carriera          | 253        | 66         |                 | 17              | 13              |                    | 27                 | 0                  |             | -           | -           | 297    | 79     |

## Palmarès

### Club

#### Competizioni nazionali
- Coppa d'Austria: 2

Sturm Graz: 2022-2023, 2023-2024
- Campionato austriaco: 1

Sturm Graz: 2023-2024

### Individuale
- Capocannoniere della Coppa d'Austria: 1

2022-2023 (6 reti)